# Homosexualität in den Vereinigten Staaten
Homosexualität in den Vereinigten Staaten wird in der Gesellschaft kontrovers diskutiert und war mehrfach ein Wahlkampfthema in den Parlamentswahlen und auf Bundesstaatsebene in den Vereinigten Staaten. Rechtliche Regelungen bestehen größtenteils auf bundesstaatlicher Ebene.

## Legalität
In den Vereinigten Staaten sind strafrechtliche Verbote homosexueller Handlungen nicht mit der gegenwärtigen Auslegung der Verfassung der Vereinigten Staaten vereinbar. Bis in das 21. Jahrhundert waren in vielen amerikanischen Bundesstaaten homosexuelle Handlungen bzw. sexuelle Praktiken, die unter Homosexuellen besonders verbreitet sind, unter zum Teil hohe Freiheitsstrafen und Geldbußen gestellt. Am längsten bestanden Verbote gleichgeschlechtlicher Handlungen in Kansas, Oklahoma, Missouri und Texas. Durch eine Entscheidung des US Supreme Courts (Lawrence v. Texas) wurden diese Gesetze im Jahr 2003 außer Kraft gesetzt. Gleichzeitig fielen in Alabama, Florida, Idaho, Louisiana, Mississippi, North Carolina, South Carolina, Utah und Virginia Gesetze, die Oralverkehr und Analverkehr auch für Heterosexuelle unter Strafe stellten, ebenso weg.
Unwirksam geworden sind mit diesem Gerichtsurteil auch homosexualitätsspezifische Bestimmungen zum Schutzalter. In Kansas zum Beispiel hatten seit 1999 für homosexuelle und heterosexuelle Handlungen jeweils eigene Bestimmungen, die auf der Grundlage des Präzedenzurteils Lawrence v. Texas in einem Verfahren vor dem Kansas Supreme Court (State v. Limon, 2005) aufgehoben wurden, gegolten.
Einige Staaten hoben im Zuge allgemeiner Strafrechtsreformen durch die Länderparlamente das Verbot gleichgeschlechtlicher sexueller Handlungen auf, so zum Beispiel Illinois als erster Bundesstaat (1962). In anderen erklärten bundesstaatliche Gerichte die Gesetzgebung für unvereinbar mit den jeweiligen Staatsverfassungen. Am Anfang der 1990er Jahre bestanden jedoch immer noch in etwa der Hälfte aller Bundesstaaten Verbote gegen gleichgeschlechtliche Sexualpraktiken. Selbst nach der Entscheidung Lawrence v. Texas, die das Gesetz außer Kraft gesetzt hatte, lehnte das Parlament von Utah im März 2007 die Streichung seines Gesetzes, das außerehelichen Sex zu einer Straftat erklärte, ab. Der Antrag des offen schwulen Senators Scott McCoy (Demokraten) auf Streichung wurde im Plenum zur Behandlung nicht angenommen. Diese Streichung wurde 2019 erneut beantragt und angenommen.

## Antidiskriminierungsgesetze

Gegenwärtiger gesetzlicher Diskriminierungsschutz in den Vereinigten Staaten im Arbeitsrecht
In allen Arbeitsverhältnissen:
Sexuelle Orientierung und sexuelle Identität
Sexuelle Orientierung
Staatliche Arbeitsverhältnisse:
Sexuelle Orientierung und sexuelle Identität
Sexuelle Orientierung
Kein staatlicher Schutz für LGBT-Personen

Antidiskriminierungsgesetze bestehen nur teilweise auf kommunaler und bundesstaatlicher Ebene.
In den Streitkräften wurden bis Ende 2010 mit der sogenannten Don’t ask, don’t tell-Politik (deutsch: Nicht fragen, nichts sagen) Homosexuelle bewusst zur Verschwiegenheit gezwungen; diese Auflagen galten nicht für heterosexuelle Mitglieder der Streitkräfte. Ein Gesetzentwurf im Kongress erfolgte 2010, der die Regelung Don’t Ask, Don’t Tell aufheben sollte. Das Repräsentantenhaus beschloss im Mai 2010 die Aufhebung der Regel. Am 18. Dezember 2010 entschied sich auch der Senat für ein Aufhebungsgesetz, das am 22. Dezember 2010 vom Präsidenten Barack Obama unterzeichnet wurde.
Im Februar 2014 beschloss der Bundesstaat Arizona ein Gesetz, wonach es Unternehmen erlaubt ist, homosexuelle Kunden aus religiösen Gründen nicht zu bedienen. Die republikanische Gouverneurin Jan Brewer weigerte sich jedoch, das Gesetz zu unterzeichnen.
Im Juni 2014 erließ Präsident Obama ein Dekret, wonach die Diskriminierung homosexueller Mitarbeiter in Unternehmen, die für die US-Regierung arbeiten, verboten wird. Der Erlass ordnet demnach an, dass Mitarbeiter dieser Unternehmen nicht aufgrund ihrer sexuellen Orientierung benachteiligt werden dürfen. Das Dekret werde 20 Prozent aller Beschäftigten in den Vereinigten Staaten betreffen.
Im Februar 2015 beschloss das Regionalparlament von Arkansas, dass in diesem Bundesstaat keine LGBT-Antidiskriminierungsvorschriften erlassen werden dürfen.
Seit 2016 ist auf Bundesebene ein Gesetzentwurf in Planung, der Equality Act, der eine Diskriminierung im Arbeitsrecht und Zivilrecht landesweit verbietet. In 32 von 50 Bundesstaaten gibt es kein übergreifendes Antidiskriminierungsgesetz. (Stand: März 2016)
Im Juni 2020 entschied der Oberste Gerichtshof der Vereinigten Staaten im Fall Bostock v. Clayton County, dass Artikel VII des Civil Rights Act of 1964, der explizit Diskriminierung aufgrund des Geschlechts verbietet, auch vor Diskriminierung aufgrund der sexuellen Orientierung oder der geschlechtlichen Identität schützt. Die New York Times bemerkte, dass das Urteil sich auf Diskriminierung am Arbeitsplatz konzentriere, aber dass „Rechtswissenschaftler sagen, dass seine Sprache einen erweiterten Schutz der Bürgerrechte in den Bereichen Bildung, Gesundheitswesen, Wohnen und anderen Bereichen des täglichen Lebens erzwingen könnte“.

## Anerkennung gleichgeschlechtlicher Lebenspartnerschaften und Ehen
Die rechtliche Anerkennung gleichgeschlechtlicher Partnerschaften ist in den Vereinigten Staaten größtenteils auf Ebene der Bundesstaaten geregelt und befindet sich zurzeit in einem Stadium rapider Neuentwicklungen. 2014 war es für homosexuelle Paare nur in 37 Bundesstaaten möglich, die Ehe einzugehen; hingegen war die gleichgeschlechtliche Ehe in 13 Bundesstaaten 2014 nicht erlaubt. Am 26. Juni 2015 erklärte der US-amerikanische Supreme Court die gleichgeschlechtliche Ehe in allen Bundesstaaten für zulässig und gleichberechtigt.
→ siehe Hauptartikel: Anerkennung gleichgeschlechtlicher Partnerschaften in den Vereinigten Staaten für weitere Regelungen

## Gesellschaftliche Situation

### Sprachgebrauch

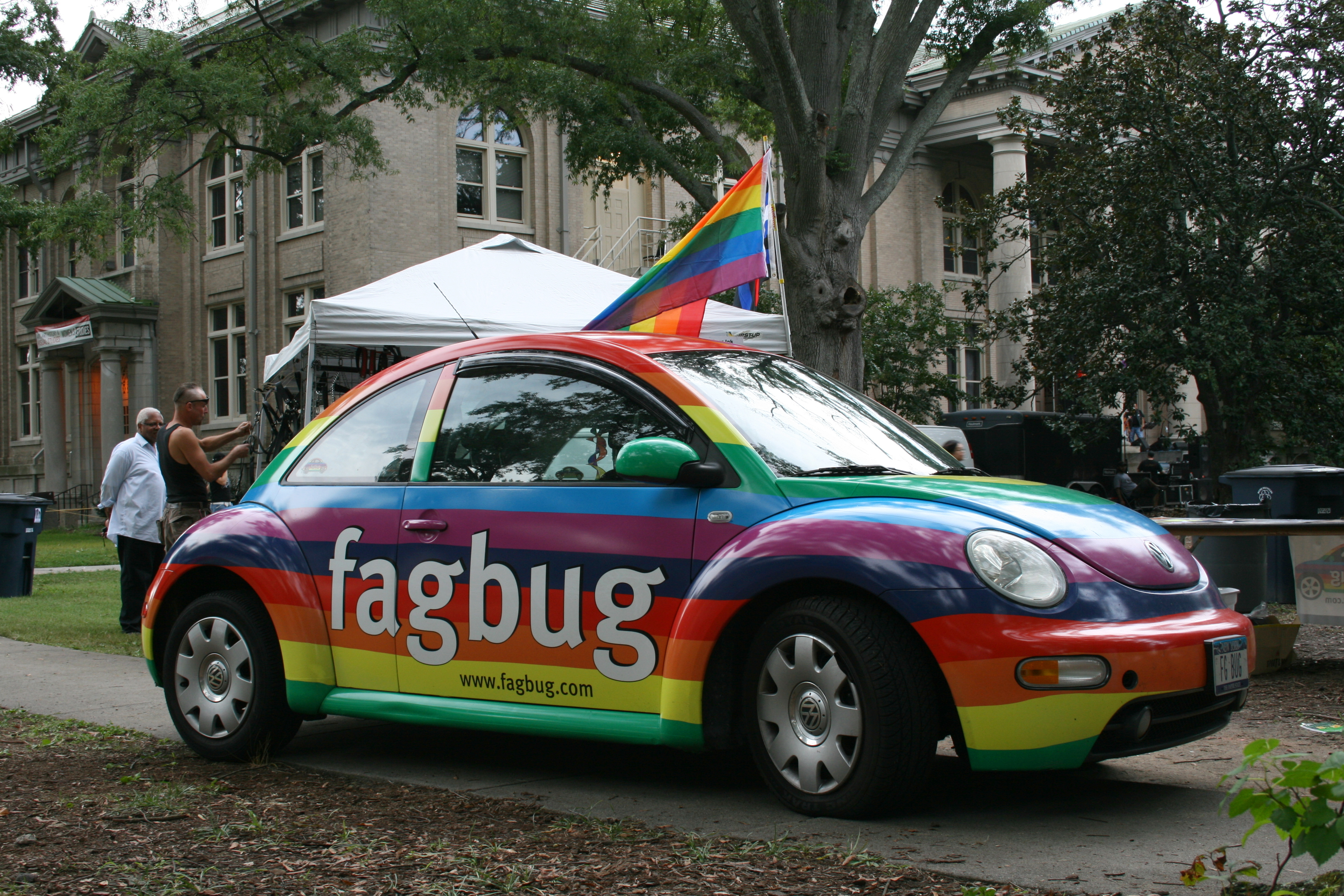
„Fagbug“ – selbstbewusster Umgang mit dem Schimpfwort fag bei einer Gay-Pride-Veranstaltung (bug = VW Käfer)

Die Ausdrücke gay (deutsch: schwul, oft auch homosexuell) und queer hatten ursprünglich eine abwertende Bedeutung, wurden aber mittlerweile durch (Wieder-)Aneignung durch die Betroffenen positiv umgedeutet. Vor allem gay hat im amerikanischen Sprachgebrauch heute weithin eine ähnlich hochsprachliche und wertfreie Qualität bekommen wie der Ausdruck schwul im Deutschen. Das Wort queer macht zwar eine ähnliche Entwicklung durch und wird zunehmend von Betroffenen als selbstbewusste Selbstbezeichnung gewählt. Diese Entwicklung ist bisher aber mitnichten abgeschlossen, und der Ausdruck wird nach wie vor von einigen Homosexuellen, insbesondere von Menschen über 40 und 50, (und insbesondere, wenn von Nicht-Betroffenen benutzt) als beleidigend oder sensibel angesehen oder zumindest als (Selbst- oder Fremd-)Beschreibung abgelehnt.
Es gibt Tendenzen, auch den stark abwertenden Ausdruck faggot (kurz: fag) durch Selbstbenutzung wieder aufzuwerten. Überwiegend gilt er aber bisher noch als Schimpfwort und eine wertfreie Benutzung durch Heterosexuelle ist bisher nicht möglich.
Stark verbreitet ist in den USA zudem die Bezeichnung LGBT (Lesbian, Gay, Bisexual, Transgender), inzwischen manchmal auch zu LGBTQ (LBGT, queer) ergänzt.
Das englische Wort homosexual (homosexuell) wird hingegen von vielen Schwulen und Lesben aufgrund seiner medizinischen Geschichte – nämlich der Pathologisierung der Homosexualität unter diesem Namen – abgelehnt.
In Zusammenhang mit Transgender-Themen wird in indianischen Gemeinschaften zum Teil auch der Ausdruck two-spirit (engl. etwa: zwei Geister) benutzt. Er bezieht sich auf die traditionelle Auffassung mehrerer nordamerikanischer Indianerstämme, dass es neben „männlich“ und „weiblich“ ein drittes Geschlecht gebe.

### Gesellschaftliche Akzeptanz
Bei einer Untersuchung des Global Attitudes Project aus dem Jahr 2010 gaben 56 % der befragten Amerikaner an, Homosexualität solle akzeptiert werden; 44 % der Befragten verneinten dies. Eine Studie der Field Research Corporation im Jahr 2006 ergab, dass 27 % der Befragten der Auffassung seien, dass homosexuelle Beziehungen in keiner Hinsicht abzulehnen seien; 73 % der Befragten gaben an, dass homosexuelle Beziehungen immer abzulehnen seien. Noch im Jahr 1997 hatten 45 % angegeben, homosexuelle Beziehungen seien immer abzulehnen; 38 % hatten geantwortet, homosexuelle Beziehungen seien in keiner Hinsicht abzulehnen. Aus einer Pew-Studie aus dem Jahr 2006 geht hervor, dass 50 % der Befragten über homosexuelle Männer eine unvorteilhafte Meinung vertraten; über lesbische Frauen vertraten 48 % eine unvorteilhafte Meinung. Eine Umfrage aus dem Jahr 2014 ergab, dass 55 % der Amerikaner für die gleichgeschlechtliche Ehe sind und 42 % diese ablehnen.
Im Juni 2016 wurden bei einem Attentat in einer Schwulenbar in Orlando, Florida 49 Menschen getötet.

### Kritik von Bischöfen an LGBT
Unter US-amerikanischen katholischen Bischöfen gibt es einen Dissens über die Bewertung von LGBT-Personen. Der Supreme Court der USA hatte im Juni 2020 Regelungen in diversen Staaten der USA für verfassungswidrig erklärt, wonach es zulässig sei, Lesben, Schwule, Bisexuelle und Transgender-Personen im Berufsleben zu diskriminieren. Gleich nach seinem Amtsantritt im Januar 2021 hatte Präsident Joe Biden einen Erlass „zur Verhütung und Bekämpfung von Diskriminierung aufgrund der Geschlechtsidentität oder der sexuellen Orientierung“ unterzeichnet. Die Mehrheit der amerikanischen katholischen Bischöfe kritisierte diese Maßnahme. Das Dekret verletzte die Rechte jener, die an die Unterschiede zwischen den Geschlechtern glaubten „oder die Institution einer lebenslangen Ehe zwischen einem Mann und einer Frau aufrechterhalten“. Eine Minderheit der Bischöfe beurteilte den Sachverhalt differenzierter: LGBT-Menschen seien „mit Respekt, Mitgefühl und Sensibilität zu behandeln“. Dies ändere aber nichts daran, dass die Lehre der katholischen Kirche sexuelle Handlungen zwischen Menschen des gleichen Geschlechts als sündhaft ansehe. Es müsse klar zwischen Veranlagung und Handeln unterschieden werden.

### Homosexualität und Kinder
In den USA haben (Erhebung von 2007) über 30 % der Lesben ein leibliches Kind zur Welt gebracht und einer von sechs Schwulen ist Vater eines Sohnes oder einer Tochter.

### Homosexualität und Religion
Da Religion im Leben der meisten US-Amerikaner eine weitaus größere Rolle spielt als dies bei den meisten Europäern der Fall ist (nur 2 Prozent der Amerikaner bezeichnen sich als Atheisten oder Agnostiker), ist die Vereinbarkeit von Homosexualität und Glauben in den Vereinigten Staaten ein besonders brisantes Thema. Die christlichen Kirchen nehmen zur Homosexualität ganz unterschiedliche Positionen ein.
Während die Zeugen Jehovas, viele Baptisten- und Mormonengemeinden sich homosexuell betätigende Menschen nicht einmal als Mitglieder zulassen, lassen einige christliche Kirchen wie die Metropolitan Community Church, die Vereinigte Kirche Christi, die Unitarier, die Presbyterianische Kirche und die anglikanische Episkopalkirche der Vereinigten Staaten von Amerika nicht nur homosexuelle Pastoren zu, sondern nehmen sogar Trauungen gleichgeschlechtlicher Paare vor. Auch in einigen Mainline-Kirchen der Vereinigung Churches Uniting in Christ wie die Christian Church (Disciples of Christ), die Evangelisch-Lutherische Kirche in Amerika und die Moravian Church Northern Province wurde die Segnung gleichgeschlechtlicher Paare befürwortet. Mit den anglikanischen Bischöfen Gene Robinson und Mary Douglas Glasspool und dem lutherischen Bischof Guy Erwin erfolgten in den letzten Jahren die ersten Weihen von offen homosexuellen Bischöfen in diesen Kirchen.
Dass die Änderung der Ansichten auch in den Kirchen möglich ist, zeigte sich mit dem Aufkommen von AIDS. Obwohl viele evangelikale Kirchen Homosexualität ablehnen, fanden sie für den Umgang mit den homosexuellen Menschen folgenden Kompromiss: We hate the sin, but we love the sinner. Ähnlich weit ist das Spektrum der Auffassungen auch in den verschiedenen Ausrichtungen des amerikanischen Judentums.

### Offen Homosexuelle in politischen Ämtern
Da die Republikanische Partei sich sexuellen Minderheiten grundsätzlich zögerlicher öffnet als die Demokratische Partei, sind offen lebende schwule und lesbische Politiker eher auf der liberalen bzw. linken Seite des politischen Spektrums zu finden, darunter etwa Barney Frank, der von 1981 bis 2013 dem US-Repräsentantenhaus angehörte und dessen Coming Out im Jahr 1987 stattfand. Der erste offen homosexuelle Gouverneur eines US-Bundesstaates ist der 2002 vereidigte und 2004 „geoutete“ James McGreevey (Demokraten). Steve Stanton, der seit 1993 City Manager von Largo, Florida war, machte seine Transgeschlechtlichkeit im Februar 2007 publik und wurde am 23. März entlassen.
Laut einer im Februar 2007 veröffentlichten Gallup-Untersuchung wären 55 % der Befragten bereit, einen qualifizierten Präsidentschaftskandidaten auch dann zu wählen, wenn dieser homosexuell sei.
In den letzten Jahren sind mit David Cicilline, Mark Pocan, Sean Patrick Maloney, Jared Polis und Mark Takano weitere offen homosexuelle demokratische Abgeordnete in das Repräsentantenhaus gelangt. Mit Tammy Baldwin gelangte die erste offen homosexuelle Senatorin in den Senat der Vereinigten Staaten.

### Erwerbsleben
An der Wende zum 21. Jahrhundert begannen viele amerikanische Unternehmen, die Nachteile abzubauen, denen ihre homosexuellen Mitarbeiter bis dahin ausgesetzt waren. 2006 gewährten bereits 78 der 100 größten Unternehmen der USA (Fortune 100) – darunter zum Beispiel General Motors, Chevron, ConocoPhillips, General Electric und Ford Motor – ihren in gleichgeschlechtlichen Partnerschaften lebenden Mitarbeitern dieselben freiwilligen Sozialleistungen (benefits), die auch verheiratete heterosexuelle Mitarbeiter erhalten. Keine domestic partnership benefits erhalten Homosexuelle hingegen beim größten Unternehmen des Landes, Wal-Mart, und Exxon; das zweitgrößte Unternehmen der USA, hat seine domestic partnership benefits nach dem Merger mit Mobil Oil (1999) wieder abgeschafft.
Auch viele Städte und Gemeinden gewähren ihren in festen Partnerschaften lebenden homosexuellen Mitarbeitern heute volle Sozialleistungen.

### Homosexualität in den Medien

#### Film
Schwule, lesbische und bisexuelle Menschen sind im Film deutlich unterrepräsentiert. Wie eine Studie der Annenberg School for Communication and Journalism der University of Southern California in Los Angeles zu den jeweils hundert einträglichsten Filmen der Jahre 2007 bis 2017 zeigte, waren 2017 nur 0,7 % der 4403 untersuchten Filmfiguren lesbisch, schwul oder bisexuell. Dagegen ordnen sich 3,5 % der US-Bevölkerung diesen Gruppen zu.

#### Fernsehen
Homosexuelle Menschen haben im US-amerikanischen Fernsehen heute eine hohe Sichtbarkeit erreicht. Offen homosexuelle Fernsehpersönlichkeiten wie Ellen DeGeneres, Rosie O’Donnell, Jim Parsons, Chris Colfer, Neil Patrick Harris, Kate McKinnon und der ABC-Wettermoderator Sam Champion sind immer weniger Ausnahmeerscheinungen.
2002 wurde als erster amerikanischer Fernsehsender mit homosexueller Zielgruppe das Network here! gegründet, dessen Programm von den Abonnenten per Kabel landesweit empfangen werden kann. Schon 1985 ging Pride and Progress, das erste schwule Nachrichtenprogramm der USA, auf Sendung. LGTB-Nachrichtensendungen, die noch heute produziert werden, sind zum Beispiel In the Life (seit 1992), Gay USA (seit 1996) und CBS New on Logo (seit 2005).
Im amerikanischen Reality-TV erschien der erste Homosexuelle 1973 in dem mehrteiligen Dokumentarfilm An American Family. Weithin populär wurde das schwule Reality-TV jedoch erst mit der ab 2003 produzierten Makeover-Show Queer Eye, deren Erfolg zahlreiche weitere schwule Reality-Programme angeregt hat, die jedoch nur kurzlebig waren wie Boy Meets Boy (2003), He’s a Lady, Playing It Straight, Straight Plan for the Gay Man (2004), Open Bar, Queer Eye for the Straight Girl (2003), Real Gay (2005) und Jacob and Joshua: Nemesis Rising (2006). Das jüngste schwule Reality-Programm ist die Dating-Show Gay, Straight or Taken? (2007) sowie die Mockumentary Modern Family (seit 2009).
Die erste fiktionale Fernsehserie mit einer schwulen Hauptfigur war die 1981 bis 1983 produzierte Comedy-Show Love, Sidney mit Tony Randall. Später folgten Ellen (1994–1998), Will & Grace (1998–2006), Buffy – Im Bann der Dämonen (1996/2000–2003), Normal, Ohio (2000–2001), Queer as Folk (2000–2005) und Some of My Best Friends (2001).
Aktuelle Sitcoms und Fernsehserien mit homosexuellen Hauptfiguren sind Absolut relativ, Reno 911! (beide seit 2003), Jung und Leidenschaftlich – Wie das Leben so spielt (Gregory Michael), The L Word (2004–2009), Noah’s Arc, Strangers with Candy (1999–2000), die Jugendserie South of Nowhere (beide seit 2005) und die Krankenhausserie Grey’s Anatomy (seit 2005). Auch die US Soap All My Children (Ausstrahlung bis 2011) setzte sich mit dem Thema auseinander (Bianca Montgomery).
Eine Sendung, die Homosexualität stark behandelt, ist Glee. Sechs der bisher bekannten Charaktere (davon 4 Hauptcharaktere) sind homosexuell: Kurt Hummel (Chris Colfer), Blaine Anderson (Darren Criss), Santana Lopez (Naya Rivera), Brittany S. Pierce (Heather Morris), David „Dave“ Karofsky (Max Adler) und Sebastian Smythe (Grant Gustin).
Mit Programmen wie Queer Duck (2002–2004) und Drawn Together (2004–2007) hat die homosexuelle Thematik mittlerweile sogar das Zeichentrickgenre erobert. Ebenso werde einzelne Filmgenre wie beispielsweise Horror mit Fernsehserien wie Dante’s Cove und The Lair erschlossen. Sehr erfolgreich läuft gegenwärtig seit 2013 die Fernsehserie Orange Is the New Black.

#### Presse
Die auflagenstärksten amerikanischen Zeitschriften mit homosexueller Zielgruppe heißen Out (seit 1992), The Advocate (seit 1967), Instinct (seit 1997), Frontiers (seit 1981), David Atlanta (seit 1998), Genre (seit 1991), HX (seit 1991), Lavender (seit 1995), Metro Weekly (seit 1994), MetroSource (seit 1990), My Comrade (seit 1987), Next Magazine, OUTNOW, QSaltLake (seit 2006), Queer (seit 1998), RFD (seit 1974) und XY (seit 1996). An Lesben adressiert sind die Zeitschriften Curve (seit 1991), Girlfriends (seit 1993), GO NYC (seit 2001) und Velvetpark (seit 2002).

### LGBT-Kunst und Kultur

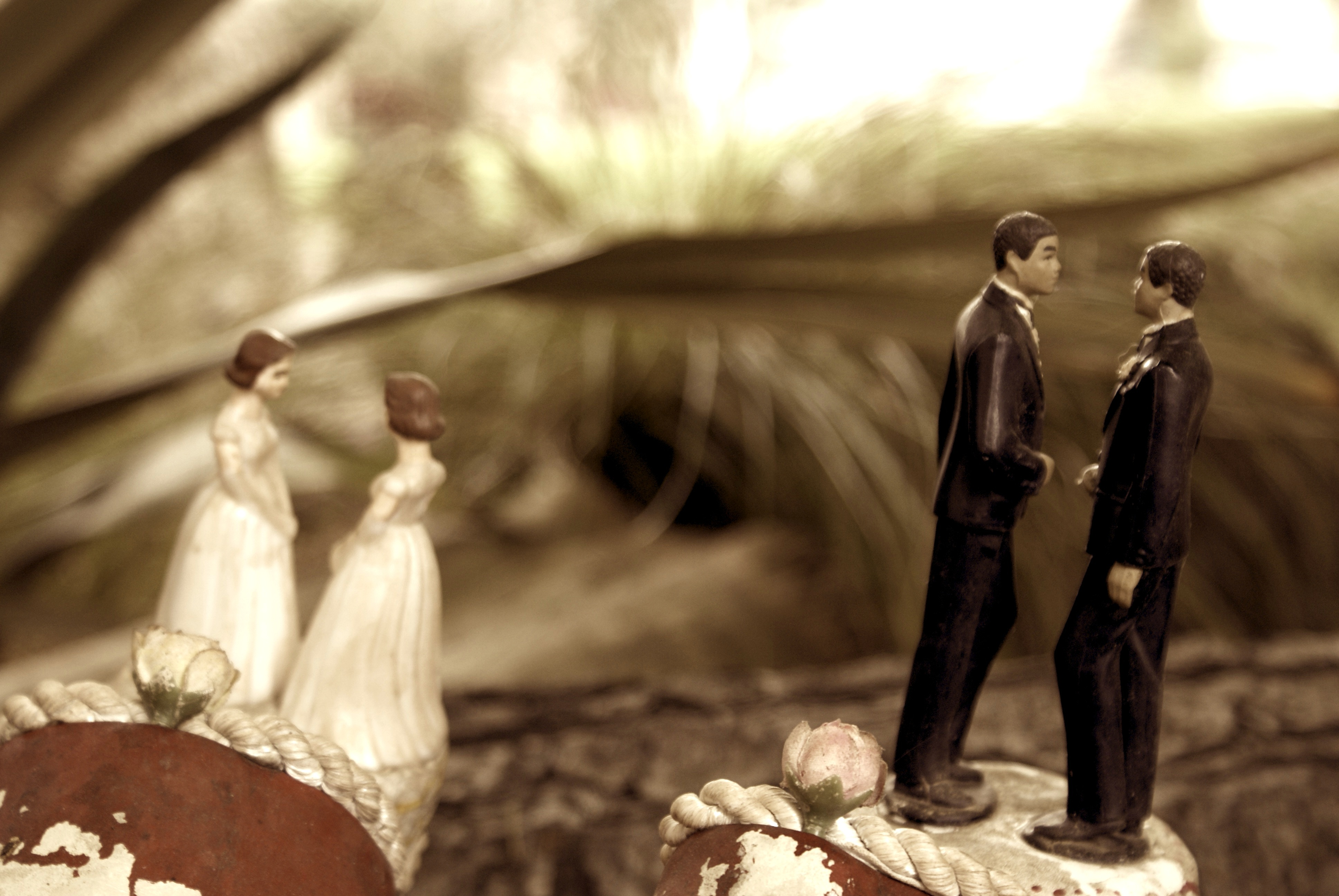
Kunstwerk zur Unterstützung gleichgeschlechtlicher Ehe, Alamo Square, San Francisco

1976 gründeten John Glines, Barry Laine und Jerry Tobin in New York City die älteste heute noch bestehende professionelle schwule Theatertruppe des Landes, The Glines. 1977 entstand in San Francisco das Theatre Rhinoceros.
In Los Angeles wird seit 1982 alljährlich das Film- und Medienfestival Outfest veranstaltet. Ca. 1988 folgte das New York Lesbian, Gay, Bisexual, & Transgender Film Festival, 1995 das North Carolina Gay & Lesbian Film Festival und das Philadelphia International Gay & Lesbian Film Festival und 1996 das Seattle Gay and Lesbian Film Festival. In Tampa, Florida findet jedes Jahr das Tampa International Gay and Lesbian Film Festival statt.
Ebenfalls 1982 wurden in San Francisco erstmals die an die Olympischen Spiele angelehnten Gay Games veranstaltet.
Das einzige Museum in den USA mit Ausstellungen zu einem schwul-lesbischen Thema (Lederszene) ist das Leather Archives and Museum in Chicago. Die Einrichtung vereint sowohl über eines der größten Archive, als auch eines der größten Museen zum Thema weltweit und ist in ihrer Konzeption international einzigartig.
Das bereits 1994 gegründete Northwest Lesbian and Gay History Museum Project in Seattle verfügt noch über keinerlei Ausstellungsräumlichkeiten.
Die Folsom Street Fair in San Francisco ist der jährliche Höhepunkt der Veranstaltungen der US-amerikanischen Leder- und Fetisch-Szene. Jedes Jahr nehmen durchschnittlich rund 400.000 Besucher an der Folsom teil, unter ihnen viele BDSM-Anhänger und homosexuelle Lederfans aus der ganzen Welt.

### Zentren der homosexuellen Kultur

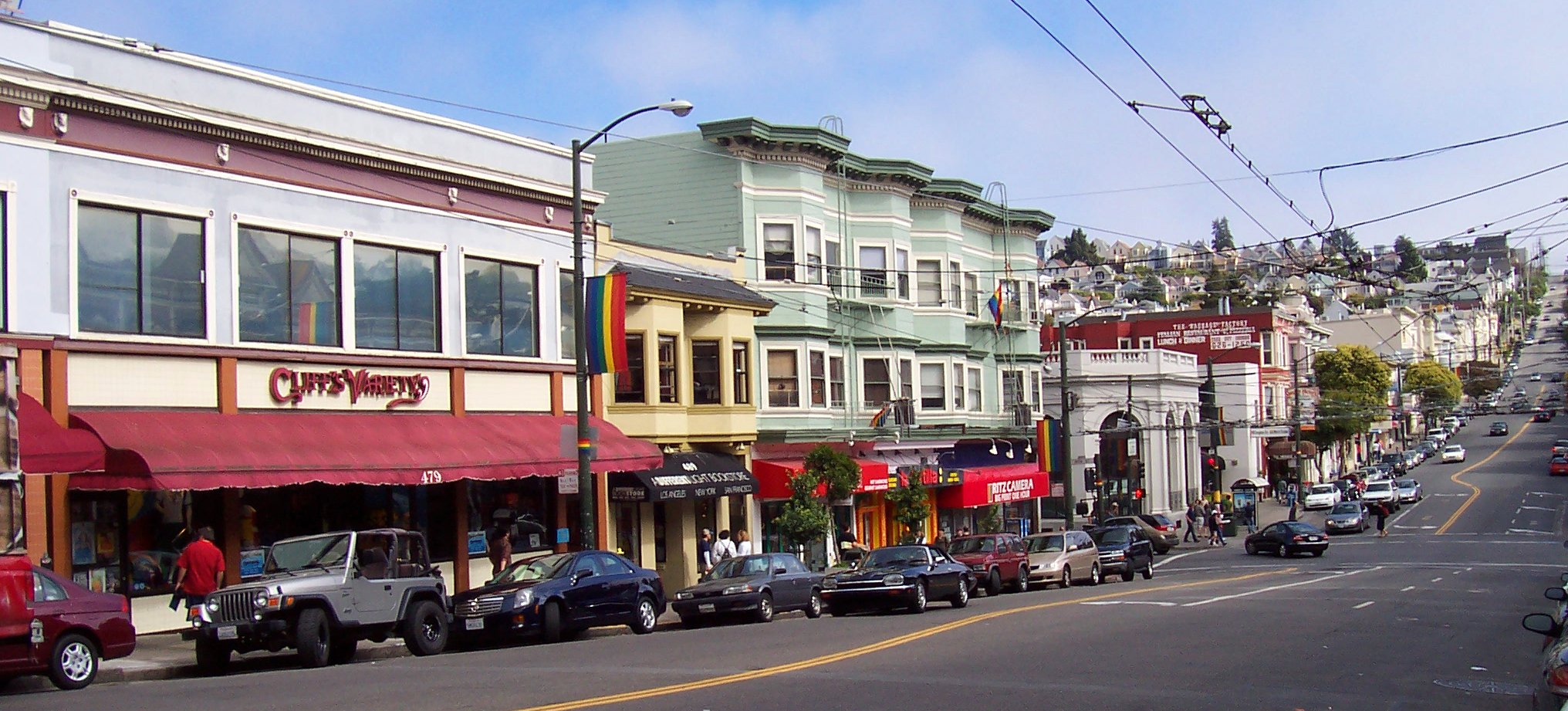
Ladenzeile im Stadtteil Castro in San Francisco

Der Stadtteil The Castro in San Francisco, auch bekannt unter dem Namen Eureka Valley, weist in Amerika die größte Konzentration Homosexueller auf. Viele Schwule leben auch im Stadtteil South of Market (SoMa), in dem nördlich von San Francisco gelegenen Ort Guerneville und in The Alameda, einem Stadtteil von San José. Die dem Castro unmittelbar benachbarten Stadtteile Mission District und Noe Valley bilden das kulturelle Zentrum der lesbischen Bewohnerschaft von San Francisco.
Ein international bekanntes Symbol des Gay Pride ist die Christopher Street im New Yorker Stadtteil Greenwich Village. Der New Yorker Stadtteil mit dem höchsten homosexuellen Bewohneranteil ist hingegen Chelsea. Der Stadtteil Park Slope in Brooklyn hat seit den 1970er Jahren einen hohen Anteil an lesbischen Einwohnerinnen.
Weitere Gay Villages liegen in den Städten:
- Boston, Massachusetts (Stadtteile Jamaica Plain, South End)
- Provincetown, Massachusetts
- Northampton, Massachusetts

- Fire Island, New York
- Syracuse, New York (Hawley-Green Historic District)
- New Hope, Pennsylvania
- Philadelphia, Pennsylvania (Washington Square West)
- Rehoboth Beach, Delaware
- Baltimore, Maryland (Mount Vernon)
- Washington, D.C. (Dupont Circle, Logan Circle)

- Memphis, Tennessee (Midtown)
- Atlanta, Georgia (Midtown)
- Wilton Manors, Florida
- Miami Beach, Florida (South Beach)
- Key West, Florida
- Shreveport, Louisiana (Cotton Street)
- Houston, Texas (Montrose Area)
- Dallas, Texas (Bishop Art District, Oak Town)

- Columbus, Ohio (Clintonville, German Village, The Short North, Victorian Village)
- Saugatuck/Douglas, Michigan
- Chicago, Illinois (Lakeview)
- Oklahoma City, Oklahoma (NW 39th Street Enclave)

- Denver, Colorado (Capitol Hill)
- Seattle, Washington (Capitol Hill)
- Portland, Oregon (Burnside Triangle)
- Berkeley, Kalifornien, große lesbische Siedlung
- Los Angeles, Kalifornien (Silver Lake, West Hollywood)
- Long Beach (bei Los Angeles)
- San Diego, Kalifornien (Hillcrest)
- Palm Springs, Kalifornien